# Романов, Михаил Фёдорович (Герой Социалистического Труда)
Михаил Фёдорович Романов (1899, Грачёвка — 1975, Майкоп) — передовик советского сельского хозяйства, старший агроном Майкопской машинно-тракторной станции Адыгейской автономной области (ныне — Республики Адыгея). Герой Социалистического Труда (06.05.1948).

## Биография
Родился в 1899 году в деревне Грачёвка Кошкинского района Самарской губернии, Российская империя. Мордвин (эрьзя).
В 1918 году после окончания Краснопоселенского сельскохозяйственного училища, он уезжает в Казанскую губернию. Сначала работает помощником агронома, а затем агрономом в Бугульминском уезде, принимает активное участие в конфискации помещичьего землевладения и разделе его крестьянам-беднякам. А когда контрреволюция подняла голову, он уходит в партизанский отряд, участвует в разгроме банд Колчака.
В 1919 году молодого агронома посылают в село Черемшан. Здесь он активно включается в работу по укреплению новой власти, по проведению её законов в жизнь. Одним из первых в Бугульминском уезде создаёт в селе Черемшан комсомольскую ячейку и становится её вожаком. Как одного из лучших активистов Михаила Романова посылают на второй съезд комсомола Татарии, который состоялся в 1920 году.
В 1923 году снова в Бугульме. Работал главным агрономом и заместителем начальника земельного отдела уездного исполкома, агрономом межрайонного союза сельскохозяйственной кооперации. Много сил и энергии он вкладывает в создание агробаз в Альметьевске и в других сёлах уезда.
В 1929 году переехал на Кубань. Работал агрономом-организатором от Майкопского округа в станице Лабинской, принимал активное участие в проведении коллективизации в станице Унароковской. 
В 1930—1933 годах был агрономом «Окрполеводсоюза» в Майкопе и заведующим отделом МТС, старшим агрономом райколхозсоюза в станице Белореченской, агрономом Майкопского совхоза треста масличных культур.
В 1933 году был назначен главным агрономом Майкопского районного земельного отдела (РИЗО), а с 1941 года — старшим агрономом Майкопской МТС.
С августа 1942 по июль 1944 года писарь 696-го стрелкового полка; затем 84-й армейской роты. До конца войны в Действующей армии находился на фронте, воевал на Северном Кавказе, форсировал Днепр, освобождал Днепропетровск и Днепродзержинск. Боевые заслуги М. Ф. Романова отмечены рядом правительственных наград. В 1985 году награждён Орденом Отечественной войны II степени.
В 1945 году, демобилизовавшись из Красной армии, вернулся в Майкоп, и вновь стал работать старшим агрономом МТС. Михаил Фёдорович прилагает все силы и знания к тому, чтобы быстро залечить все раны, нанесённые войной, резко поднять урожайность сельскохозяйственных культур в колхозах, обслуживаемых Майкопской МТС. И в каком бы хозяйстве ни бывал он, как законодатель полей, горячо ратовал за высокую культуру земледелия, учил хлеборобов науке высоких урожаев.
За активное участие в послевоенном подъёме сельского хозяйства в честь 30-летия Великой Октябрьской социалистической революции в 1947 году М. Ф. Романов награждён почётной грамотой Краснодарского крайкома КПСС и крайисполкома, а в следующем, 1948 году, ему присвоили звание Героя Социалистического Труда.
В Грамоте Президиума Верховного Совета СССР говорится:

 «За Ваши исключительные заслуги, выразившиеся в получении в 1947 году в обслуживаемых колхозах урожая пшеницы 22,3 центнера с гектара на площади 670,6 гектара, Президиум Верховного Совета СССР своим Указом от 6 мая 1948 года присвоил Вам звание Героя Социалистического Труда с вручением ордена Ленина и золотой медали «Серп и Молот»».— 
Высокое звание Героя Социалистического Труда вместе с Романовым М. Ф. получил директор Майкопской МТС Михаил Иванов его подчинённые Александр Поляниченко, и Тимофей Цыганков. 
Жил в городе Майкоп. Умер в 1975 году. Похоронен на Новом кладбище в Майкопе.

## Память

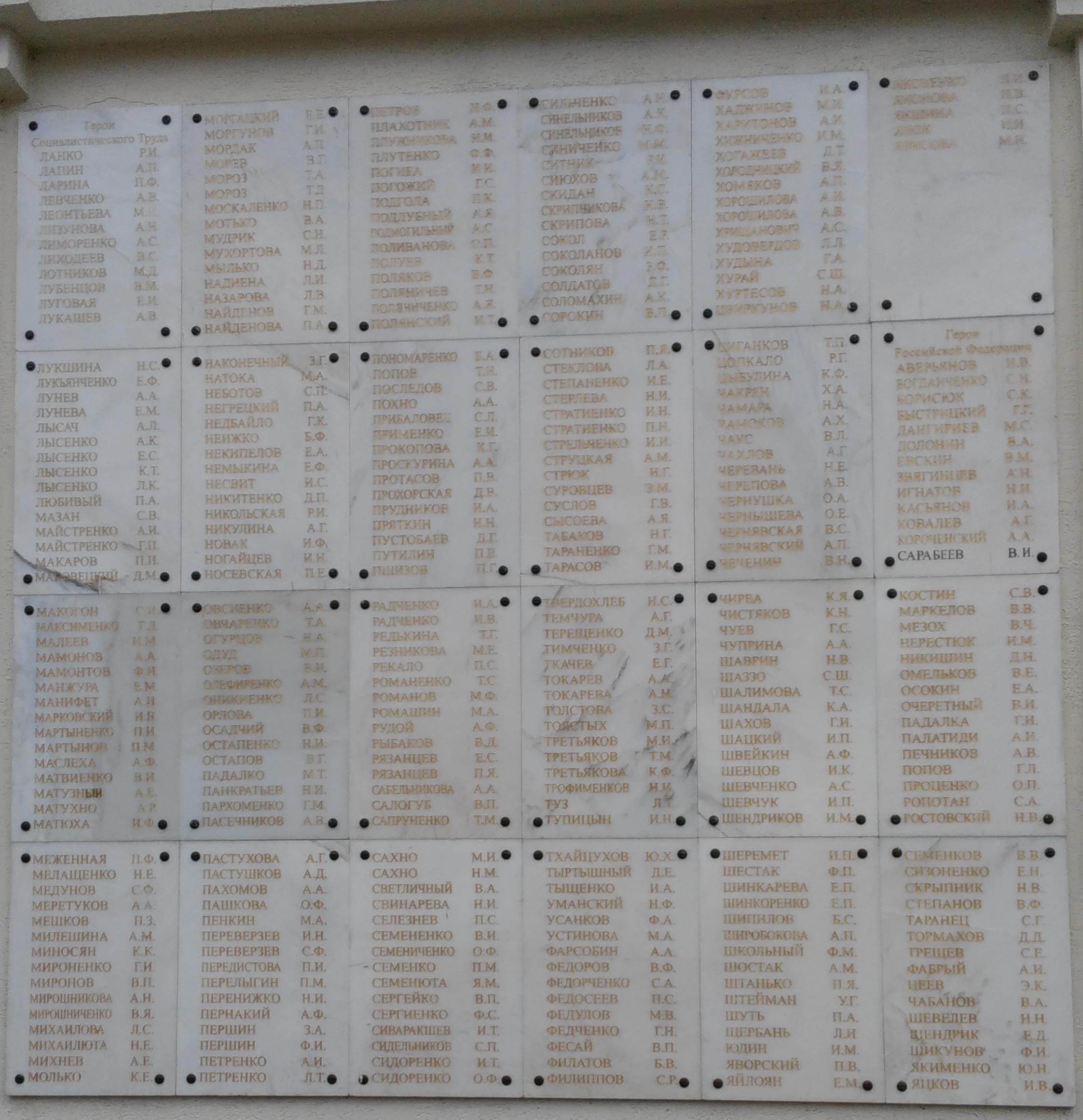
Мемориальная доска с именами Героев Социалистического Труда Кубани и Адыгеи. Краснодар 2017

- На могиле установлен надгробный памятник.
- Имя Героя золотыми буквами вписано на мемориальной доске в Краснодаре.